# Lidingö
Lidingö er hovedby i Lidingö kommune i Stockholms län, Uppland, Sverige.
Fjorden Lilla Värtan, der adskiller øen Lidingö fra Stockholm, er betydelig bredere end de 200 meter, som afgrænser byområder fra hinanden. Derfor regnes bebyggelsen på øen, til forskel fra andre nærtliggende forstadsbebyggelser, ikke til Stockholms byområde.